# Prokletstvo Hama
Ham je biblijska ličnost iz Starog Zaveta i jedan od trojice Nojevih sinova koji su jedini preživeli potop, tako da su svi narodi na svetu nastali od njih. Od te trojice sinova nastale su tri rase: crna – Hamiti (narodi Afrike), bela – Jafetiti (narodi Evrope) i žuta – Semiti (narodi Azije).

## Biblijsko proročanstvo
“A bejahu sinovi Nojevi koji iziđoše iz kovčega Šem, Ham i Jafet; a Ham je otac Kanaancima. To su tri sina Nojeva, i od njih se naseli sva zemlja. A Noje poče raditi zemlju i posadi vinograd. I napivši se vina opi se, i otkri se nasred šatora svojega. A Ham, otac Kanaanaca, vide golotinju oca svojega i kaza obojici braće svoje na polju. A Šem i Jafet uzeše haljinu i ogrnuše je obojica na ramena svoja, i idući natraške pokriše njim golotinju oca svojega, licem natrag okrenuvši se da ne vide golotinje oca svojega. A kad se Noje probudi od vina, dozna šta mu je učinio mlađi sin i reče: Proklet da je Hanan, i da bude sluga slugama braće svoje! I još reče: Blagosloven da je Gospod Bog Šemov, i Kanaan da mu bude sluga! Bog da raširi Jafeta, da živi u šatorima Šemovim, a Kanaan da im bude sluga” (Postanje 9:18–27).

## Potomci Hama
Prema svedočenju Starog Zaveta, na hamitske narode je ovde bačeno prokletstvo i nasledna krivica. Potomci Hama su Kanaanićani, Hetiti, Jebusiti i Amoriti (Postanje 10:15-16), odnosno svi oni narodi koji su naseljavali Svetu zemlju pre dolaska Jevreja. Kroz celi Stari Zavet čitamo priče o ratovima između Jevreja i naroda hamitskog porekla, naročito u knjizi Isusa Navina u kojoj se opisuje kako su Hamiti izgnani sa svoje teritorije. Njihovo hamitsko poreklo bio je izgovor da se proglase za “pogane” ili “sluge slugama”.
Potomci Hama su takođe i “sinovi Mizraima” tj. Misira ili Egipćani (Postanje 10:6) i Vavilonci (Postanje 10:10), istorijski neprijatelji Jevreja. Oba ova naroda su držala jevrejske robove za vreme njihovog egzila, prvi put u Egiptu za vreme Mojsija, a zatim u Vavilonu za vreme Danila.
Milan Vujaklija daje sledeći opis za Hamite: “Potomci Hama, drugog Nojevog sina (1 Mojsijeva 10), praoca Etiopljana, Egipćana, Feničana i dr., crnci.” (Leksikon stranih reči i izraza, Milan Vujaklija, izdanje iz 1966, pp. 1034)
Odatle su mnogi ljudi nalazili izgovor u Svetom Pismu za svoje predrasude. U svojoj knjizi o perspektivama međurasnog zabavljanja i braka u Sjedinjenim Američkim Državama pedesetih godina dvadesetog veka, psiholog Doris Vilkinson navodi da je jedan novinar intervjuisao američkog predsednika Harija S. Trumana i postavio mu pitanje da li će se međurasni brakovi raširiti u Sjedinjenim Državama. On je odgovorio, “Nadam se da neće; ja ne verujem u to (...) Da li biste želeli da se vaša kćerka uda za crnju?” Takva izjava je bila sasvim normalna u to vreme. Predsednik je tada dodao da se brak između različitih rasa kosi sa učenjima Biblije.

## Bibliografija
- Stari Zavet u prevodu od Đure Daničića
- Doris Y Wilkinson, Black male/white female : perspectives on interracial marriage and courtship